# Julian Janssen

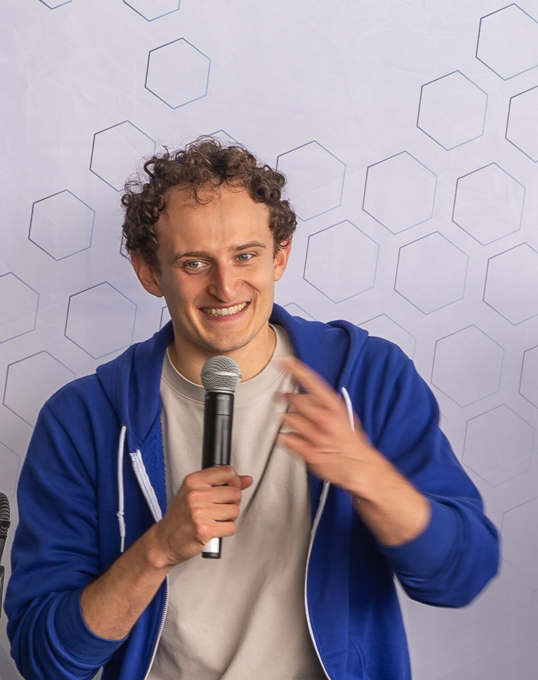
Julian Janssen, 2024

Julian Janssen (* 1993 in Stuttgart) ist ein deutscher Fernsehmoderator und Synchronsprecher. Er ist Moderator und Namensgeber der Sendung Checker Julian, die seit März 2018 wöchentlich im KiKA und im Ersten ausgestrahlt wird.

## Leben und Wirken
Julian Janssen wurde 1993 im Stuttgarter Stadtbezirk Degerloch geboren. Er machte 2012 sein Abitur am Wilhelms-Gymnasium und verfolgte das Ziel, Musikreporter zu werden. Dementsprechend begann Janssen ein Jahr nach seinem Abschluss Medienwissenschaften und Germanistik an der Universität Bayreuth zu studieren. Dort sammelte er im Rundfunk der Hochschule als Radio- und Fernsehmoderator frühe journalistische Erfahrungen. Über eine Freundin erfuhr Janssen über ein Moderatoren-Casting für eine Wissenssendung für Kinder. Daraufhin bewarb sich Janssen erfolgreich für diese Stelle.
Seit dem 3. März 2018 moderiert er die nach ihm benannte Fernsehsendung Checker Julian, die von Megaherz Film und Fernsehen als Teil der Reihe Checker ergänzend zu Checker Can und Checker Tobi für den Bayerischen Rundfunk produziert und darüber hinaus im Ersten sowie auf KiKA ausgestrahlt wird. Ebenfalls war Janssen im März 2018 in der Serie Schloss Einstein zu sehen. Ferner ist er als Synchronsprecher tätig und verlieh dem im Jahr 2019 erschienenen Film Kleiner Aladin und der Zauberteppich der Titelrolle seine Stimme. Seit Oktober 2020 erscheint die „line extension“ des Checker Julian Hauptformats CheXpedition, bei der der Moderator eine Abenteuerreise quer durch Deutschland antritt – von den Alpen bis zur Nordsee. Dabei trifft er auf Wissenschaftler, Naturschützer und Outdoor-Experten, um herauszufinden, wie jeder und jede Einzelne etwas dazu beitragen kann, unsere Natur zu schützen. Außerdem moderiert Janssen seit Oktober 2020 die interaktive Wissensshow CheX! – Die Checker-Show im Wechsel mit Tobi Krell. Jede Folge handelt von einem für Kinder relevanten Thema wie Schule, Streit oder Kinderrechte und dockt dabei an kommende Themen der regulären Checkerreihe an. CheX erscheint wöchentlich in den Mediatheken des BR, KiKA, der ARD sowie auf YouTube.